# 14310 Shuttleworth
14310 Shuttleworth este un asteroid din centura principală de asteroizi.

## Descriere
14310 Shuttleworth este un asteroid din centura principală de asteroizi. A fost descoperit pe 7 august 1966 la Bloemfontein la Observatorul Boyden. Asteroidul prezintă o orbită caracterizată de o semiaxă mare de 2,71 ua, o excentricitate de 0,16 și o înclinație de 2,6° în raport cu ecliptica.